# Вултурешть (Васлуй)
Вултурешть, Вултурешті (рум. Vulturești) — село у повіті Васлуй в Румунії. Адміністративний центр комуни Вултурешть.
Село розташоване на відстані 286 км на північ від Бухареста, 24 км на північний захід від Васлуя, 38 км на південь від Ясс.

## Населення
За даними перепису населення 2002 року у селі проживали 989 осіб, усі — румуни. Усі жителі села рідною мовою назвали румунську.